# العلاقات الألمانية البولندية
تشير العلاقات الألمانية البولندية إلى العلاقات الثنائية التي تجمع بين ألمانيا وبولندا. تميزت هذه العلاقات بتاريخ واسع ومعقد.
أقامت مملكة بولندا خلال عهد سلالة بياست بقيادة الدوق ميشكو الأول بدءًا من القرن العاشر علاقات وثيقة ومتقاربة مع الإمبراطورية الرومانية المقدسة. أثرت الحروب البولندية التيوتونية التي استمرت لمدة عدة قرون على هذه العلاقات، فأصبحت دوقية بروسيا التيوتونية نتيجة لذلك إقطاعية من مملكة بولندا. احتفظت بروسيا بمستوى معين من الحكم الذاتي تحت الحكم البولندي. ازدهرت مملكة بروسيا في وقت لاحق، وأصبحت في نهاية المطاف واحدة من تقسيمات بولندا في 1772-1795.
استعادت بولندا مكانها على الخريطة في عام 1918. حرمت معاهدة فرساي ألمانيا من أراضيها في غرب بروسيا، وشرق سيليزيا العليا، ودانزيغ (غدانسك) بعد الحرب العالمية الأولى ونقلتهم جميعًا إلى بولندا. نظرت جمهورية فايمار إلى المعاهدة على أنها ظلم كبير، فأدى ذلك جزئيًا إلى استيلاء النازيين على السلطة في عام 1933. غزت ألمانيا بولندا في 1 سبتمبر عام 1939، فأدى ذلك إلى نشوب الحرب العالمية الثانية.
أنشأ الرايخ الثالث معسكرات اعتقال في بولندا التي تحتلها ألمانيا، وتمركز أكبرها في أوشفيتز. تكبدت بولندا حوالي 6 ملايين ضحية وأضرارًا مادية كبيرة خلال الحرب حيث سعت ألمانيا إلى ارتكاب إبادة جماعية ضد سكانها البولنديين واليهود والغجر. خسرت ألمانيا أراضيها الشرقية السابقة أمام بولندا والاتحاد السوفيتي بعد الحرب العالمية الثانية. وقعت سلسلة من عمليات الطرد والهروب بين عامي 1945 و1950، فأُجبِر حوالي 16 مليون ألماني عرقي على مغادرة منازلهم في بولندا، وإعادة التوطين في ألمانيا بعد الحرب. كانت تلك أكبر حركة قسرية لأي تجمع سكاني في التاريخ.
شهدت الحرب الباردة علاقات جيدة بين الدول الشيوعية لجمهورية بولندا الشعبية وجمهورية ألمانيا الديمقراطية. ظلت العلاقات البولندية الألمانية الغربية سيئة من ناحية أخرى، وذلك على الرغم من تحسنها بعد إطلاق المستشار ويلي براندت للسياسة الشرقية الجديدة. أعادت ألمانيا توحيدها وأكدت على الحدود البولندية الألمانية على خط أودر نايسه في معاهدة في عام 1990. أصبحت كلتا الدولتين الآن حلفاء وشركاء في الاتحاد الأوروبي، ويملكان حدودًا مفتوحة وهما عضوين في السوق الأوروبية الموحدة. تحولت العلاقة السيئة التي كانت بين بولندا وألمانيا إلى شراكة إستراتيجية الآن.

## نظرة عامة
تُظهِر أسطورة من القرون الوسطى عن الأميرة البولندية واندا العداء الألماني البولندي. رفضت الأميرة واندا في الأسطورة الزواج من الحاكم الألماني روديغر. تذكر وقائع وينسينتي كاديوبك رفض القوات الألمانية القتال، وانتحار روديغر، وعيش واندا حياة طويلة. تنص الإصدارات اللاحقة على غزو روديغر لبولندا بعد رفض واندا، ورمي نفسها في نهر فيستولا لإبعاد بولندا عن المزيد من القتال.

### العصر الحديث
أصبحت بولندا معقلًا للروم الكاثوليك في القرن السادس عشر، وذلك بعد إطلاق الإصلاح المضاد واندلاع حرب الثلاثين سنة في الأراضي الألمانية. ساعد الجيش البولندي بقيادة الملك البولندي يوحنا الثالث سوبياسكي في تخفيف حصار فيينا في عام 1683؛ وأنهى التوسع المتزايد للإمبراطورية العثمانية في أوروبا إلى جانب الإمبراطورية الرومانية المقدسة للأمة الألمانية.
قُسِّم الكومنولث البولندي الليتواني ثلاث مرات بين الإمبراطورية الروسية ومملكة بروسيا وملكية هابسبورغ في النصف الثاني من القرن الثامن عشر؛ وقُسِّم كل جزء كل منه بالترتيب في عام 1772 و1793 و1795. كان هناك فصل عنصري ظاهري تحت الحكم البروسي في المناطق التي عاش فيها السكان البولنديون إلى جانب الألمان؛ وذلك بالإضافة إلى حظر اللغة البولندية والتمييز الديني ومحاولات استعمار المناطق مع الألمان.

## معرض صور

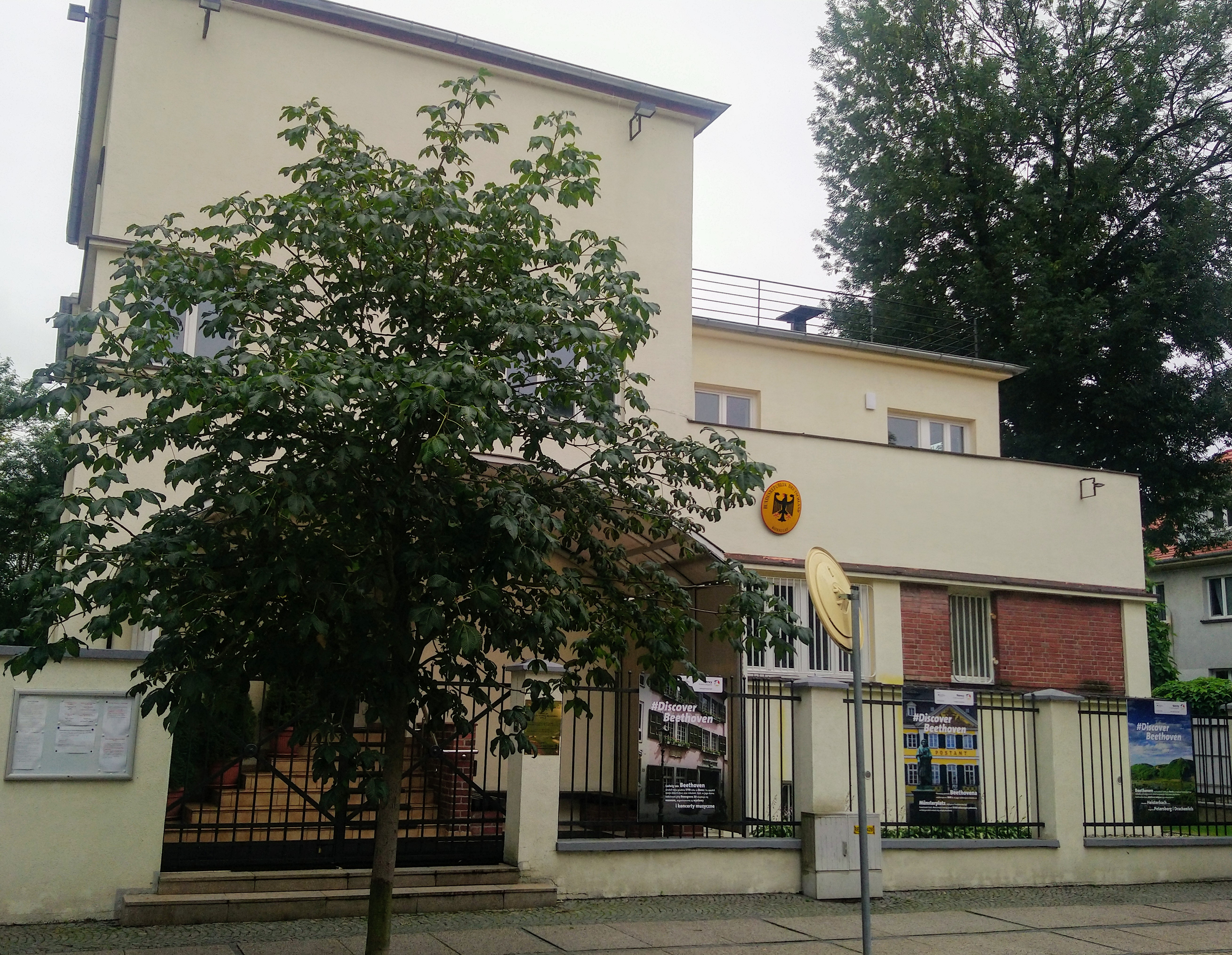
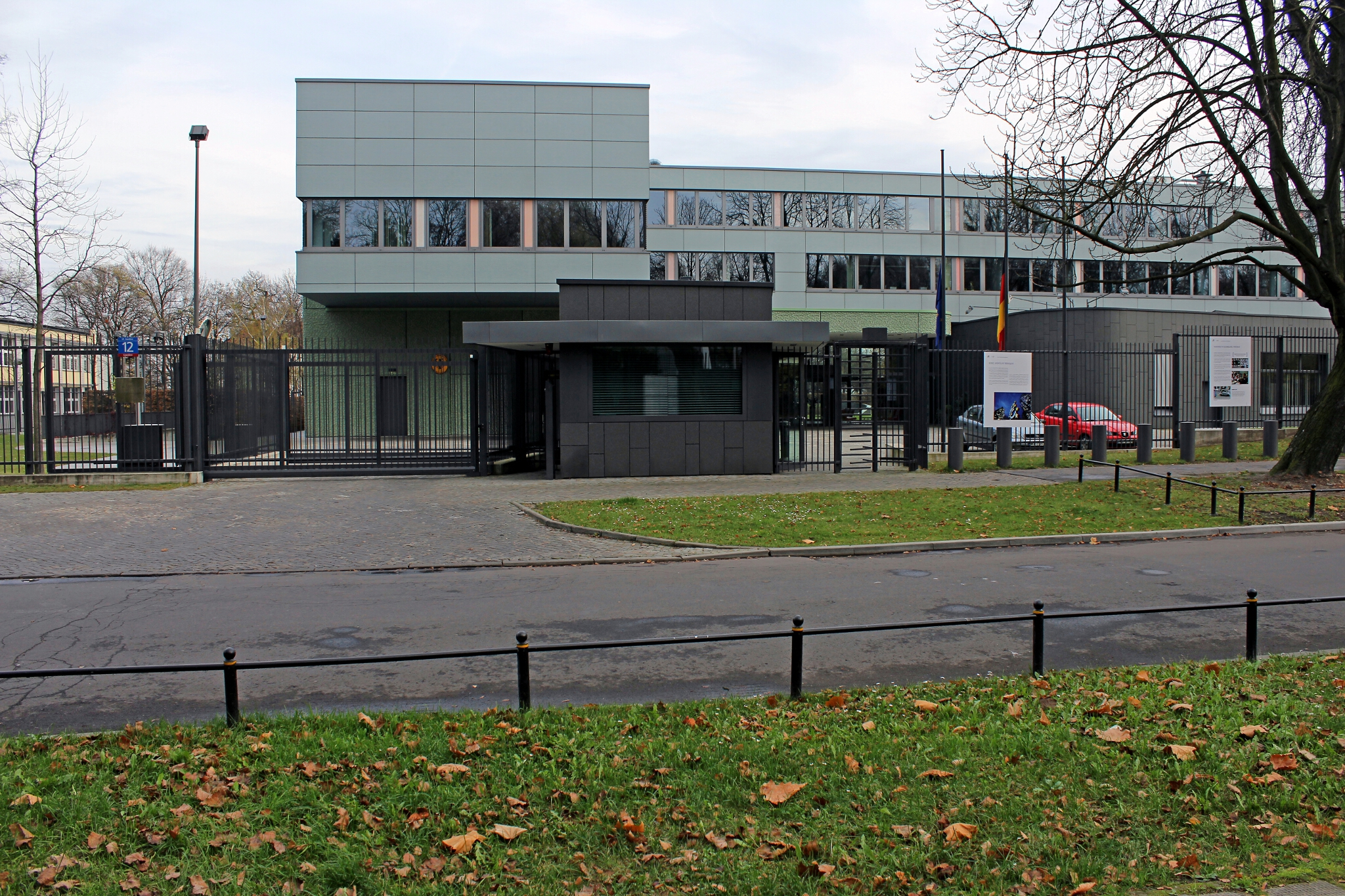
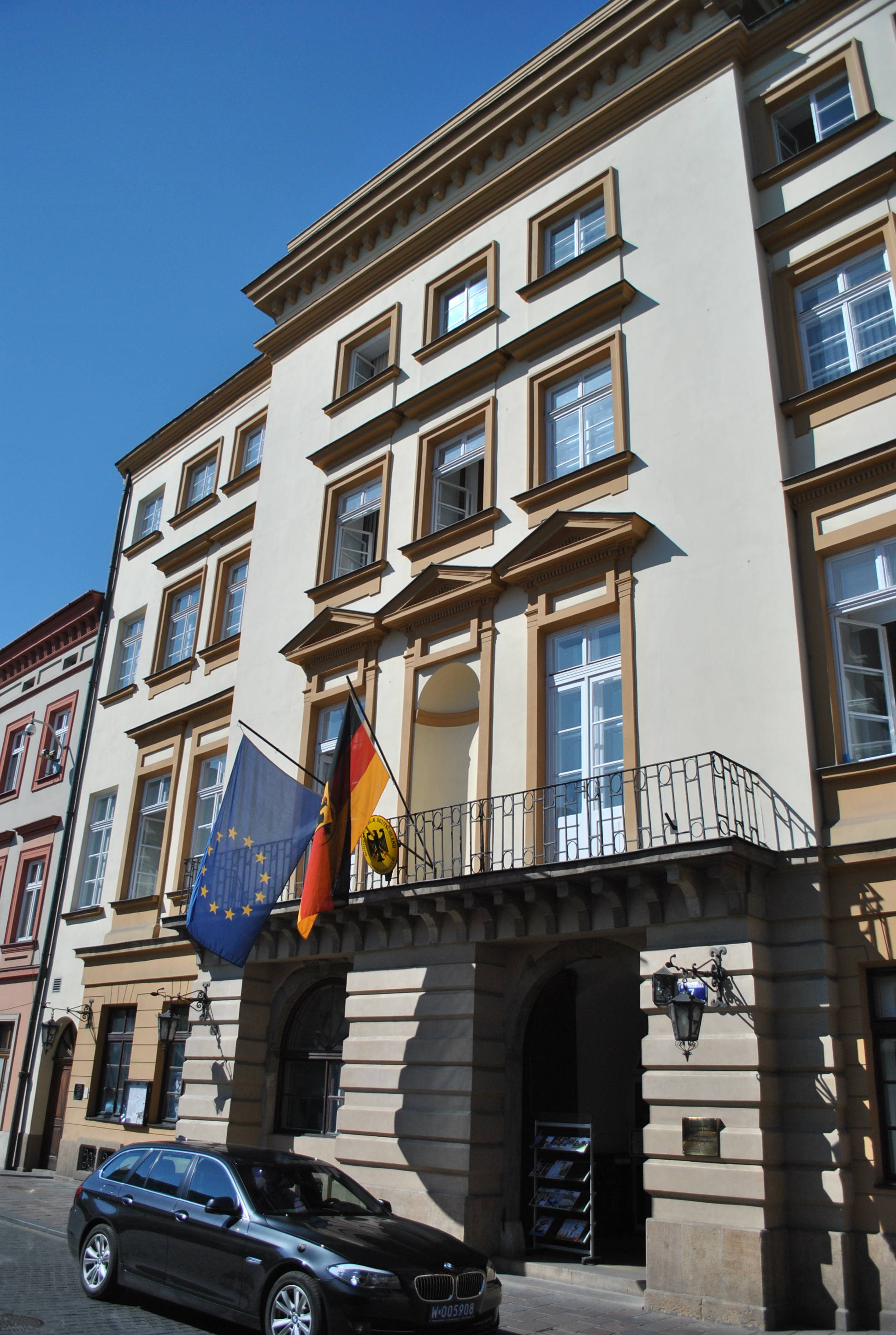
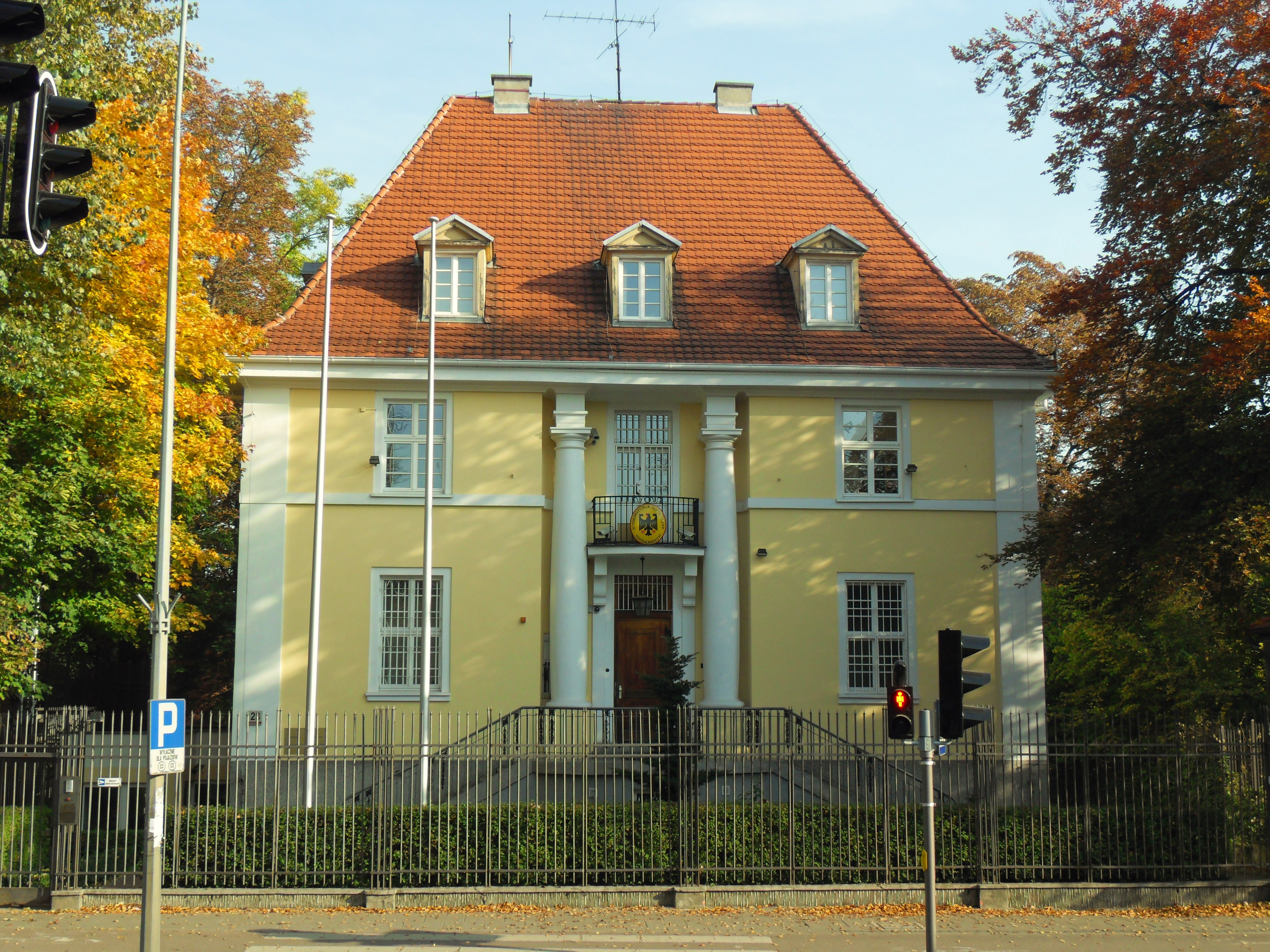
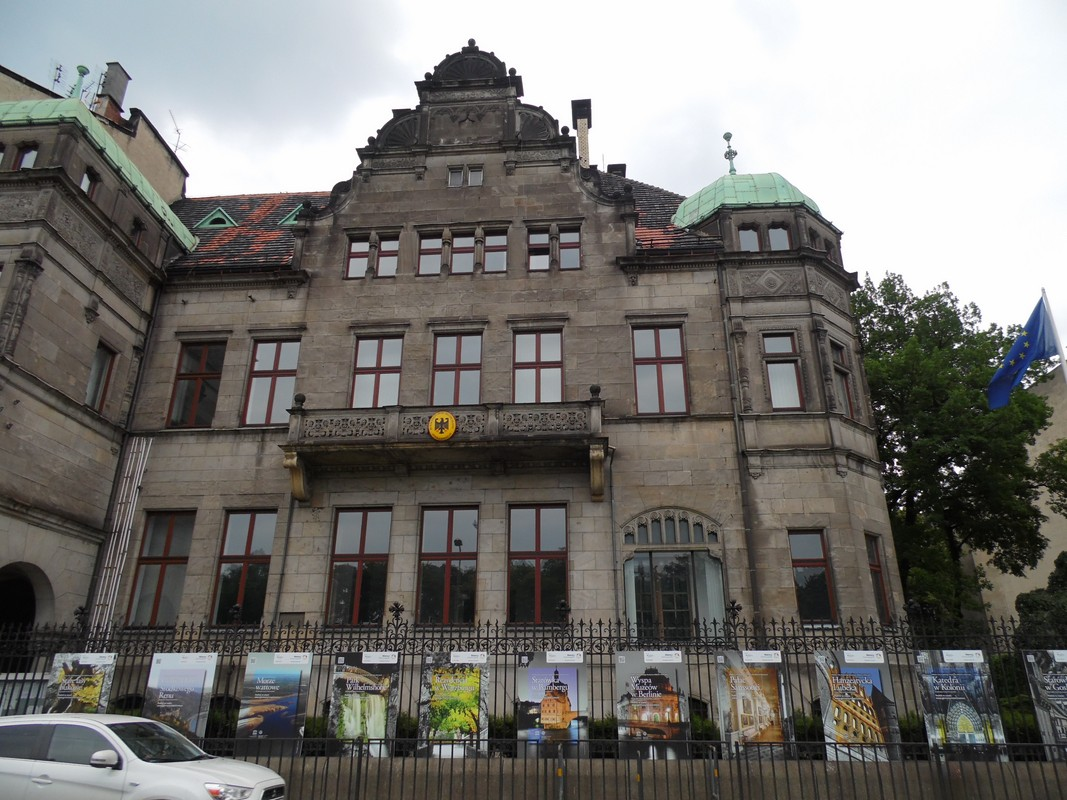